# یواس‌اس میشیگان (اس‌اس‌جی‌ان-۷۲۷)
یواس‌اس میشیگان (اس‌اس‌جی‌ان-۷۲۷) (به انگلیسی: USS Michigan (SSGN-727)) یک زیردریایی است که طول آن ۵۶۰ فوت (۱۷۰ متر) می‌باشد. این زیردریایی در سال ۱۹۸۰ ساخته شد.